# Carlo Grua
Carlo Grua (Milano, XVIII secolo – Mannheim, 11 aprile 1773) è stato un compositore e direttore d'orchestra italiano del primo periodo classico.

## Biografia
Grua proveniva da una famiglia di musicisti italiano-tedesca: il padre Vinzenco Paolo (1657-1732) fu organista della cappella alla corte di Mannheim, il figlio Paolo (1753-1833) fu violinista alla corte di Mannheim e poi a Monaco di Baviera, dove divenne conduttore.

Grua fu maestro di cappella alla corte elettorale della città di Mannheim: venne nominato in tale posizione da Carlo III Filippo del Palatinato nel 1733 e vi rimase fino alla morte.

Le sue composizioni includono opere sacre, oratori ed opere.

## Elenco Composizioni

### Opere
- Meride (1742), libretto di G. C. Pasquini.
- La clemenza di Tito (1748), libretto di Pietro Metastasio.

### Oratori
- La conversione di. S. Ignazio (1740), testo di L. Santorini
- Bersabea, owero il pentimento di David (1741)
- Jaele (1741), testo di L. Santorini
- Il figliuol prodigo (1742, rev. 1749), testo di G. C. Pasquini
- La missione sacerdotale (1746), testo di L. Santorini
- S. Elena al Calvario (1750), testo di Pietro Metastasio
- La passione di Giesu Christo nostro Signore (1754), testo di Pietro Metastasio